# Bouconville-sur-Madt
Bouconville-sur-Madt és un municipi francès situat al departament del Mosa i a la regió del Gran Est. L'any 2007 tenia 101 habitants.

## Demografia

### Població
El 2007 la població de fet de Bouconville-sur-Madt era de 101 persones. Hi havia 40 famílies, de les quals 12 eren unipersonals (4 homes vivint sols i 8 dones vivint soles), 8 parelles sense fills, 16 parelles amb fills i 4 famílies monoparentals amb fills.
La població ha evolucionat segons el següent gràfic:
Habitants censats

### Habitatges
El 2007 hi havia 45 habitatges, 39 eren l'habitatge principal de la família i 6 eren segones residències. 36 eren cases i 9 eren apartaments. Dels 39 habitatges principals, 26 estaven ocupats pels seus propietaris, 12 estaven llogats i ocupats pels llogaters i 1 estava cedit a títol gratuït; 1 tenia una cambra, 5 en tenien dues, 5 en tenien tres, 14 en tenien quatre i 14 en tenien cinc o més. 28 habitatges disposaven pel capbaix d'una plaça de pàrquing. A 14 habitatges hi havia un automòbil i a 18 n'hi havia dos o més.

### Piràmide de població
La piràmide de població per edats i sexe el 2009 era:
| Homes | Edats   | Dones |
| ----- | ------- | ----- |
| 0     | 95 o +  | 0     |
| 0     | 90 a 94 | 0     |
| 0     | 85 a 89 | 0     |
| 0     | 80 a 84 | 0     |
| 0     | 75 a 79 | 4     |
| 0     | 70 a 74 | 0     |
| 0     | 65 a 69 | 4     |
| 4     | 60 a 64 | 0     |
| 8     | 55 a 59 | 4     |
| 0     | 50 a 54 | 8     |
| 8     | 45 a 49 | 8     |
| 4     | 40 a 44 | 4     |
| 0     | 35 a 39 | 4     |
| 0     | 30 a 34 | 0     |
| 8     | 25 a 29 | 0     |
| 4     | 20 a 24 | 0     |
| 0     | 15 a 19 | 0     |
| 4     | 10 a 14 | 4     |
| 4     | 5 a 9   | 0     |
| 0     | 0 a 4   | 0     |

## Economia
El 2007 la població en edat de treballar era de 65 persones, 49 eren actives i 16 eren inactives. De les 49 persones actives 44 estaven ocupades (28 homes i 16 dones) i 5 estaven aturades (2 homes i 3 dones). De les 16 persones inactives 6 estaven jubilades, 4 estaven estudiant i 6 estaven classificades com a «altres inactius».
Activitats econòmiques
Dels 2 establiments que hi havia el 2007, 1 era d'una empresa de fabricació d'altres productes industrials i 1 d'una empresa financera.
L'any 2000 a Bouconville-sur-Madt hi havia 5 explotacions agrícoles.

## Equipaments sanitaris i escolars
El 2009 hi havia una escola maternal integrada dins d'un grup escolar amb les comunes properes formant una escola dispersa.

## Poblacions més properes
El següent diagrama mostra les poblacions més properes.